# Elisa Salerno
Elisa Salerno (Vicenza, 16 giugno 1873 – Vicenza, 15 febbraio 1957) è stata una giornalista e scrittrice italiana.

Femminista cristiana, dedicò la vita a lottare contro ciò che ostacolava la dignità femminile in tutti gli ambiti: familiare, lavorativo, sociale ed ecclesiale. Fondò nel 1909 La Donna e il Lavoro, giornale dedicato alla donna impegnata in ambito lavorativo, che continuò ad uscire fino al 1927, anche dopo che il titolo fu cambiato nel 1918 in quello di Problemi femminili, per pubblicare articoli relativi alla promozione della donna nella società.
Di lei restano due romanzi, diversi saggi, moltissimi articoli e una nutrita corrispondenza, tutti scritti orientati a combattere l'errata concezione di inferiorità della donna, derivante dalla mentalità del tempo, diffusa anche negli ambienti cattolici e talora supportata dalle gerarchie ecclesiastiche.

## Biografia
Elisa nacque a Vicenza da Antonio Salerno e Giulia Menegazzi, in una famiglia ebraica dotata di solida base economica che gestiva un forno e un pastificio e possedeva un mulino e altri fabbricati. Era la sesta di nove figli - morirono tutti bambini fuorché la sorella primogenita Maria - e amava studiare; per motivi di salute però dovette lasciare la scuola dopo la terza elementare; riuscì poi a dare gli esami di quinta elementare a quindici anni. Ancora la salute cagionevole la ostacolò, quando aveva vent'anni, nel suo desiderio di farsi suora missionaria. Nel 1923 il padre morì e iniziarono i dissidi con la sorella; più tardi le due figlie di questa le vennero affidate e vissero con lei fino alla sua morte.

### Giovinezza ed esordi
Per quasi sessant'anni visse a Vicenza in contrà Santa Lucia, nella popolosa parrocchia di Araceli. Molto religiosa, a 19 anni entrò nel Terz'ordine francescano, in cui esercitò funzioni di segretaria; cinque anni più tardi si iscrisse alla Società cattolica operaia femminile di Mutuo Soccorso.
La salute cagionevole e la necessità di aiutare i genitori ormai anziani la costrinsero ad abbandonare anche il sogno di diventare insegnante, ma la grande passione per la cultura la portò a studiare da sola il latino, il francese e il tedesco e ad avvicinarsi a discipline impegnative come la teologia e la filosofia i cui studi pubblici, a quel tempo, erano interdetti alle donne.
Nel 1905 iniziò l'attività giornalistica - scrivendo un articolo in cui auspicava la nascita di un movimento femminista cristiano - su Il Vessillo Bianco, giornale dei cattolici progressisti vicentini, che però venne temporaneamente sospeso l'anno seguente. Grazie ad un accordo con il padre Antonio e con il tipografo Giacomo Rumor, collaborò per qualche tempo a Il Berico, giornale cattolico conservatore diretto da Adriano Navarrotto, che però non la ebbe mai in simpatia e ostacolò la pubblicazione dei suoi articoli femministi. Quando nel 1908 Il Vessillo bianco poté riprendere le pubblicazioni, Elisa ritornò a collaborare con questo giornale. In questo periodo entrò in rapporto con vari esponenti del movimento cattolico, tra cui Giovanni Veronesi, rettore del seminario vescovile, che fu suo direttore spirituale per anni, e Giuseppe Toniolo, fondatore dell'Unione delle donne cattoliche italiane.

### Le prime lotte femministe
Nel 1909 - aiutata economicamente dal padre, ma anche da numerose sottoscrizioni di esponenti laici ed ecclesiastici del movimento cattolico sociale di tutta Italia, e con alcuni contributi di Antonio Fogazzaro - fondò il giornale La donna e il Lavoro di cui assunse la direzione. Pur ottenendo un gran numero di collaborazioni e non registrando perdite, il giornale non ebbe comunque la diffusione sperata.
Su questo giornale Elisa pubblicò a puntate la Trattazione della donna, un trattato in 46 puntate sulla condizione della donna in famiglia e nella società, sul suo lavoro e sulla sua emancipazione, sottolineando il suo diritto di partecipare ad un movimento sindacale cattolico. Proprio a causa di queste dichiarazioni la gerarchia cattolica iniziò a intervenire mettendo in dubbio la sua attendibilità; da questo momento ebbe inizio la sua lunga lotta femminista.

### Le difficoltà del 1915-1918
La situazione economica familiare della Salerno peggiorò radicalmente durante la prima guerra mondiale, per il deprezzamento dei fabbricati di proprietà e l'aumento dei costi di mantenimento della famiglia.
Una svolta fondamentale nella sua spiritualità e nel suo pensiero avvenne nel 1915, quando lesse la Summa theologica di san Tommaso d'Aquino; ne fu sconvolta perché, mentre sulla base del messaggio evangelico credeva fosse compito della Chiesa affermare e difendere la dignità della donna, negli scritti di san Tommaso trovò una serie di affermazioni che invece la denigravano.
La reazione di Elisa a questa lettura fu la stesura nel 1916 dell'opuscolo Per la riabilitazione della donna sotto forma di un esposto-lettera indirizzato a papa Benedetto XV; in questo scritto essa analizzava e contestava le affermazioni dell'aquinate, traendone le conseguenze su quelli che avrebbero dovuto essere i rapporti tra l'uomo e la donna cristiani e le indicazioni della Chiesa. La pubblicazione nel 1917 dell'opuscolo suscitò una violenta reazione da parte degli ambienti cattolici ed ecclesiastici e il vescovo Ferdinando Rodolfi dichiarò che il giornale La donna e il Lavoro non apparteneva più alla stampa cattolica; la Salerno ritenne che la sconfessione fosse stata ispirata dal papa, a sua volta istigato dagli ambienti conservatori del Vaticano.
Nonostante la sua prima reazione a questo atto autoritario fosse di dolore e di sdegno, poco dopo essa presentò al vescovo "un regolare e completo atto di sottomissione". Tenuto conto dell'estremo rispetto che la Salerno nutriva per la Chiesa e per la sua autorità, la ritrattazione fu probabilmente un atto di obbedienza; nello stesso tempo essa non smentiva le proprie idee nella sostanza, tanto che le ripropose tutte negli anni successivi sulle pagine del nuovo periodico Problemi femminili, che nacque alla fine del 1918 in sostituzione del precedente La donna e il Lavoro.

### Gli anni venti
Al nuovo giornale - il cui sottotitolo era "Periodico nazionale delle operaie, impiegate, professioniste" - contribuirono alcuni dei collaboratori de La donna e il Lavoro. Il suo fine ultimo era la promozione della donna: "Noi tratteremo il problema femminile in tutte le sue parti, onde contribuire a rialzare le sorti della dignità della donna e rivendicare tutti i suoi legittimi diritti di donna e di cristiana, di madre e di cittadina" era scritto nel programma.
Tra il 1920 e il 1927 la Salerno diede alle stampe vari scritti, che generalmente in precedenza erano già stati pubblicati a puntate sul periodico. La maggior parte di essi ribadiva e ampliava i temi già esposti in Per la riabilitazione della donna e attaccava l'antifemminismo cattolico, mettendo anche in dubbio l'autorità dei vescovi e del papa, quando prendevano posizioni antifemministe; una delle polemiche più pesanti riguardò il catechismo scritto e pubblicato dal vescovo di Vicenza. Così nel marzo 1925 Rodolfi proibì con apposito decreto la stampa, la lettura e la vendita del periodico diretto dalla Salerno.
A differenza di quanto era avvenuto nel 1917, questa volta la Salerno rifiutò di sottoscrivere l'atto di sottomissione e accettò, seppure con grande sofferenza ma coerente con la propria coscienza, la conseguente condanna ad essere privata dei sacramenti.
Da questo momento la battaglia giornalistica di Elisa Salerno sui problemi del lavoro femminile e sulla promozione della donna divenne sempre più difficile. Al divieto ecclesiastico relativo alla pubblicazione del giornale, ribadito nel 1926, si aggiunsero la sempre più pesante azione censoria dell'autorità di polizia fascista e i problemi economici: dopo la morte del padre nel 1923 si trovò con rendite insufficienti al mantenimento proprio e delle due nipoti che vivevano con lei. Così Problemi femminili cessò di essere pubblicato nel marzo 1927.

### Gli anni del silenzio
Insieme con la chiusura del giornale cessò l'attività pubblicistica della Salerno, anche perché le restrizioni alla libertà di stampa da parte del fascismo non le permise più di pubblicare i suoi lavori. Continuò comunque la sua attività di scrittrice: tra il 1927 e il 1928 compose Due sorelle - due nature - due sistemi e Il neoantifemminismo e, alla fine degli anni trenta Storia della musica sacra in rapporto al diritto della donna e Le tradite, tutti testi che furono pubblicati soltanto nel secondo dopoguerra.
Molti altri suoi lavori rimasero a livello di manoscritti. In genere già ben composti in fascicoli rilegati o in quaderni, erano pronti per essere dati alle stampe; probabilmente non lo furono per ragioni economiche, anche se lo scopo di lucro non fu mai un suo obiettivo.
Elisa Salerno fu costretta al silenzio fino al 1945 e questo provocò un maggiore ripiegamento su se stessa e un approfondimento delle riflessioni spirituali; particolarmente devota fu in tutta la sua vita alla pratica della comunione quotidiana e soffrì moltissimo quando questa le fu impedita (si autodefinì "Elisabetta del sacratissimo Cuore agonizzante di Gesù"). Insieme con le due nipoti continuò con gli impegni presi nell'unione privata Vergini di Nostra Signora della Mercede, che aveva fondato negli anni venti.
La proibizione di pubblicare i suoi scritti non la scoraggiò nella sua lotta per la promozione della donna. Ne sono testimonianza, oltre alla stesura dei saggi che non venivano pubblicati, anche una notevole corrispondenza diretta, a partire dal 1939, al nuovo papa Pio XII; dal 1943 al 1947 scrisse anche ai domenicani, al tempo in cui stavano curando un'edizione italiana dei testi di san Tommaso, perché li purgassero dei passi che lei giudicava antifemministi.

### Il secondo dopoguerra
Dopo la seconda guerra mondiale la situazione economica della Salerno si fece sempre più seria; dovette lasciare la vecchia casa di famiglia e andare a vivere in un appartamento in contrà San Rocco, ricorrendo talora anche alla pubblica assistenza. Ciononostante nel 1947 e nel 1948 riuscì a pubblicare i libri scritti negli anni venti e trenta, ma ancora inediti. Con questi intendeva "arrivare al cuore della Chiesa"; rinunciando all'idea di diffondere i lavori fra qualsiasi sorta di persone e di metterli in commercio, ne spedì copia a vescovi e ad ecclesiastici, sperando in un riscontro e in un piccolo aiuto. Da questi però ottenne in genere disapprovazione e opposizioni tra le quali, ancora una volta nel 1952 dopo la pubblicazione di La donna in san Paolo Apostolo, la decisione del parroco dei Carmini  di negarle la comunione.
Le sue condizioni di salute andarono sempre più peggiorando, costringendola a letto nell'ultimo periodo della vita, e le impedirono - anche se lo avesse voluto - di dare veste tipografica agli scritti rimasti ancora inediti.
Morì a Vicenza il 15 febbraio 1957.

## Pensiero

### La formazione culturale
Quali siano state l'origine e le fonti del pensiero femminista della Salerno lo si può comprendere dai libri e dalle riviste - conservati nella biblioteca da lei lasciata - e dalla sua corrispondenza. Si tratta di alcuni testi di autori francesi e italiani, fondamentali fonti di ispirazione del femminismo all'inizio del Novecento; altri testi riguardano problemi specifici sul ruolo della donna nella Chiesa e nella società; resta anche la raccolta completa del giornale Pensiero e Azione di Adelaide Coari, esponente del gruppo femminista milanese agli inizi del secolo.

### Il femminismo
Elisa Salerno è stata definita una femminista cristiana. In effetti essa spese tutta la sua vita per l'affermazione della dignità della donna, lottando contro tutte le componenti sociali del tempo che invece mantenevano le donne in situazione di inferiorità: il capitalismo liberale che le sfruttava con pesantissimi carichi di lavoro e basse remunerazioni, il conservatorismo cattolico impostato sulla sudditanza della donna in tutti gli organismi della Chiesa, la mentalità corrente sulla preminenza dell'uomo sulla donna. Fu una lotta contro difficoltà che sarebbero perdurate durante tutta la prima metà del Novecento: "Fare del femminismo a Vicenza è lo stesso che voler a forza di unghie scavar terra e terra onde trovare una vena d'acqua per dissetarsi. Qui l'apatia, là il conservatorismo, altrove il disprezzo, ovunque l'atavismo mantengono le donne nella passività e nell'abbandono". Nelle donne stesse essa trovò scarsa collaborazione alle sue battaglie: "Possibile che nessuna si senta in grado di stendere poche righe esponendo i propri giudizi, le proprie idee e sentimenti sulla condizione della donna, sui bisogni di essa, sui doveri e diritti suoi?".
Fin dall'inizio il suo pensiero fu che "essere femministi significa volere la perfezione e la elevazione della donna nell'ordine domestico, economico, civile, intellettuale, secondo i diritti che le competono" e, di conseguenza, "essere antifemminista significa invece volere lo statu quo, che la donna cioè sia pure in avvenire come oggidì depressa e sfruttata, destinata a subire sempre".

### I problemi delle lavoratrici
Durante il primo periodo di attività come scrittrice, Elisa si occupò in particolare delle problematiche della donna lavoratrice, scrivendo numerosi articoli sul suo giornale La donna e il Lavoro, ma anche su altri giornali ai quali diede il proprio contributo: "Le mie preferenze sono per le operaie in ispecie, e in genere per le figlie del popolo". Pubblicò anche sui giornali un'importante indagine sul lavoro delle donne nella città di Vicenza e alcuni saggi sulle condizioni lavorative e sui salari femminili in altre città italiane.
In questi articoli denunciava lo "sfruttamento capitalistico" delle operaie, pur avversando fortemente la lotta di classe dei bolscevichi, e proponeva i mezzi per migliorare la loro condizione: l'istruzione, sia quella di base che quella specifica sui problemi del mondo del lavoro, l'ottenimento del salario minimo, del contenimento dell'orario di lavoro, delle assicurazioni sociali. Incitava le donne all'unione e alla solidarietà per tutelare i propri diritti, all'adesione alle organizzazioni sindacali che però, a Vicenza agli inizi del secolo, erano ancora intrise di un sostanziale antifemminismo. Non trovò risposta. Le organizzazioni femminili cattoliche - dall'Unione donne cattoliche alla Gioventù femminile - non erano sostanzialmente interessate ai problemi sociali, ma miravano a una formazione spirituale e svolgevano attività caritative.

### La donna nella Chiesa
Elisa Salerno riteneva che il vero femminismo fosse solo quello cristiano, quello che si rifaceva al Vangelo, per lei l'unico testo che rispettava la dignità della donna, "in opposizione agli altri femminismi: socialista, massone, liberale ecc., che agiscono fuori o contro la Chiesa insegnando teorie in contrasto con i principi di verità, di giustizia, di amore che sono la base e la forza del cattolicesimo".
Questa sua fedeltà al Vangelo divenne ancora maggiore dopo la svolta spirituale e di pensiero provocata dalla lettura delle opere di San Tommaso d'Aquino nel 1915; ma mentre fino ad allora aveva sempre difeso la Chiesa cattolica, ritenendola una sostenitrice della donna e della sua dignità, da quel momento in poi, proprio in nome del Vangelo, formulò pesanti accuse nei confronti della dottrina cattolica e dei suoi esponenti, quando li trovava frutto di una mentalità maschilista.

## Opere
Romanzi
- Un piccolo mondo cattolico, ossia episodi e critiche pro-democrazia e femminismo, Rocca S. Casciano, L. Cappelli, 1908

Leggere questo romanzo significa osservare il mondo cattolico dei primi anni del Novecento attraverso gli occhi delle donne, in particolare quelli della protagonista, Maria Alma, che sa combattere per le sue scelte con energia e decisionismo implacabile. Il romanzo, firmato con lo pseudonimo Lucilla Ardens, fu la prima opera a stampa della Salerno, nella quale l'autrice esprimeva le sue convinzioni a proposito di ciò che amava definire la "causa santa della donna".
Il romanzo fu costruito su un lavoro preliminare di memorie, situazioni ed avvenimenti accaduti nel "piccolo mondo cattolico" vicentino, descritti con lo stile giornalistico tipico della Salerno, che essa stessa dichiara essere una sorta di diario che assume le sembianze di un'autobiografia.
La struttura del testo corrisponde a un'architettura equilibrata e costruita con una composizione circolare. Elisa Salerno, con il suo “romanzo-documento”, può essere considerata un precursore del New Journalism che ha avuto fortuna in America. Nel romanzo il mondo provinciale cattolico vicentino è caratterizzato da un'intransigenza conservatrice e, allo stesso tempo, da impulsi di innovazione democratica. Il romanzo è il mezzo letterario per far valere le idee e protestare contro il sistema socio-politico-culturale del tempo che impediva all'autrice di portare avanti le sue ragioni.
Scrive Antonia Arslan nella prefazione della ristampa: "Questa donna testarda, inflessibile, ostinatissima che riduceva alla disperazione tutto l'ottimo ‘piccolo mondo cattolico’ vicentino, scoperchiandolo come un formicaio di mezze verità e di compromessi, nutrito d'ipocrisia, che il suo animo ardente sognava di inchiodare alle proprie responsabilità con la forza implacabile del ragionamento … ci offre un messaggio modernissimo … un invito a tutte le donne a decidere e a decidersi".
- Al bivio, romanzo pubblicato prima a puntate in Problemi femminili, poi stampato nel 1921[22].

Saggi
- Per la riabilitazione della donna: al sommo pontefice Benedetto XV, Vicenza, Tip. editrice Fratelli Pastorio, 1917.
- Risorta? Commenti illustrativi della allocuzione di sua santità Benedetto XV alle donne cattoliche, del 1920.
- Pro muliere: programma di studio e azione, Vicenza, Arti grafiche G. Rossi e c., 1921.
- Dottrina cristiana sulla donna, del 1924, raccolta di articoli pubblicati su Problemi femminili tra il 1922 e il 1923.
- Commenti critici alle note bibliche antifemministe ed ai catechismi dell'ordinario della Diocesi di Vicenza, più un'appendice sul canto sacro delle donne, edito a cura di Problemi femminili, Vicenza, Arti grafiche G. Rossi e C., 1926.
- Tre libri, pubblicato nel 1948, comprende: Due sorelle - due nature - due sistemi e Il neoantifemminismo, scritti tra il 1927 e il 1928, insieme alla versione riveduta di Dottrina cristiana sulla donna già edito nel 1924. Fu apprezzato dal vescovo Carlo Zinato.
- Storia della musica sacra in rapporto al diritto della donna, scritto alla fine degli anni trenta e pubblicato nel 1947.
- Le tradite: prostituzione, morale, diritti delle donne, scritto anch'esso alla fine degli anni trenta[23].
- La donna in san Paolo Apostolo, pubblicato nel 1952[24].
- Porrò inimicizia fra te e la donna, polemica con il direttore del giornale diocesano La Voce dei Berici, pubblicato a Vicenza, Tip. Arti Grafiche delle Venezie, 1954.

Manoscritti
- Rimasero solo dei manoscritti due lavori che costituivano la continuazione di testi precedenti: il secondo volume di Storia della musica sacra in rapporto al diritto della donna e il proseguimento di Due sorelle - due nature - due sistemi.
- Un ulteriore testo rimasto come manoscritto fu I drammatici problemi del lavoro femminile, scritto nel 1940.
- Altri manoscritti riguardarono l'altro filone dei suoi interessi, quello del femminismo e della critica all'antifemminismo cattolico. Il saggio Alcuni confronti e saggi pompeiani, ossia le istituzioni educative maschili e femminili, viventi presso la basilica della Madonna di Pompei e Trattazione sull'enciclica di Pio XI Casti connubii, in cui la Salerno analizzava il documento papale, lo sottoponeva ad un esame critico e ne segnalava i punti che contrastavano la promozione della donna.
- Ai due saggi del 1926 sui Commenti critici ai passi biblici antifemministi si ricollega il manoscritto La sacra scrittura adattata all'antifemminismo, composto negli anni trenta.
- Pio XI: laudi - fasti - letizia - strategia, ultimo lavoro manoscritto, probabilmente scritto dopo la morte di questo papa avvenuta nel 1939, in cui la Salerno prende in considerazione i principali interventi del pontefice, mettendo in evidenza atteggiamenti e prese di posizione giudicate contrarie alla donna e alla sua dignità.
- Rimane anche una raccolta di 34 lettere inedite, scritte tra il 1939 e il 1953 a papa Pio XII, altre ai presidenti Amintore Fanfani e Mariano Rumor.